# 霍索恩 (内华达州)
霍索恩（Hawthorne）位于美国内华达州西南部，是米纳勒尔县的县治。
根据2000年美国人口普查，共有3,311人，其中白人占84.48%、非裔美国人占6.16%、土著美国人占2.81%、亚裔美国人占1.21%。